# Christian Müller (Orgelbauer)

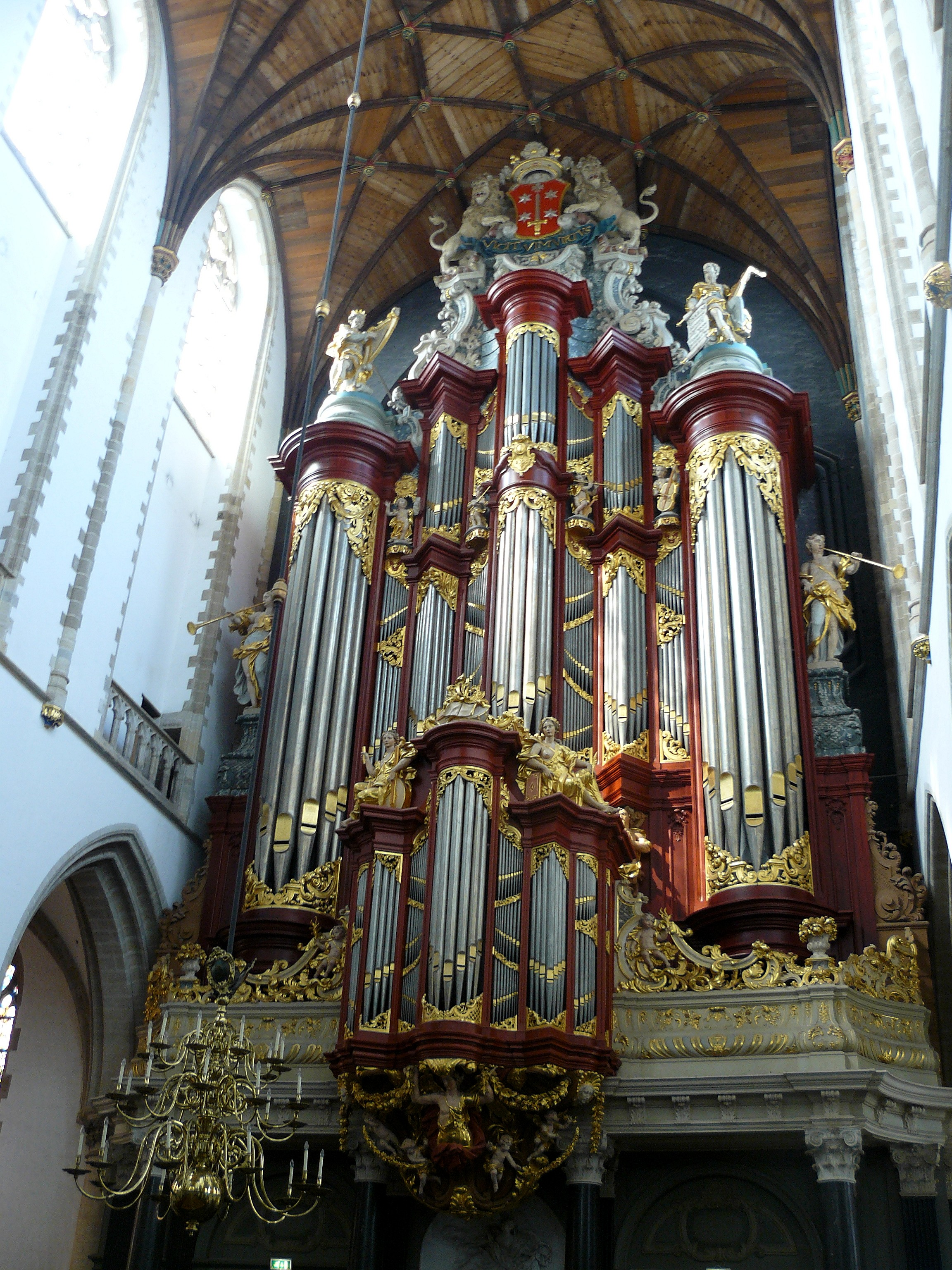
Orgel in St. Bavo, Haarlem

Christian Müller (* 4. Februar 1690 in Sankt Andreasberg; ⚰ 8. März 1763 in Amsterdam) war ein deutsch-niederländischer Orgelbauer. Er gilt für das 18. Jahrhundert als führender Orgelbauer in Holland. Internationale Bekanntheit erlangte seine große Orgel in der St.-Bavo-Kirche (Haarlem).

## Leben und Werk
Christian Müller wurde als sechstes von sieben Kindern des Tischlers Peter Müller (um 1640–1705) und der Elisabeth Otte (* um 1652) geboren. Nicht bekannt ist, wo Müller in Deutschland seine Lehrzeit verbrachte. Im Jahr 1716 zog er nach Amsterdam und arbeitete nachweislich im Jahr 1718 beim Amsterdamer Orgelbauer Cornelis Hoornbeeck. Am 25. April 1719 wurde Müller Mitglied der Lutherischen Kirche in Amsterdam und machte sich ein Jahr später selbstständig. Am 17. Mai 1720 heiratete er Elisabeth van der Berg, die bereits ein Jahr später starb. Catherina Beverwijk wurde am 19. Oktober 1721 seine zweite Frau, die ihm elf Kinder schenkte. Sie starb am 3. März 1769 in Amsterdam und wurde am 9. März begraben.
In ’s-Hertogenbosch arbeitete Müller als Meisterknecht von Hoornbeeck zunächst mit Rudolf Garrels zusammen an der St.-Johannes-Kathedrale und erhielt im Folgenden Aufträge für Arbeiten an drei Amsterdamer Orgeln, die alle nicht mehr erhalten sind. Seine Arbeitsfeld konzentrierte sich auf Holland, den Westen des Landes. Weltberühmt wurde die monumentale Orgel in St. Bavo in Haarlem, die zu ihrer Zeit zu den größten Orgeln der Welt gehörte. Neben Kirchenorgeln schuf Müller auch Kabinettorgeln. Müllers Orgeln gehen in architektonischer und klanglicher Hinsicht eine Synthese zwischen dem altniederländischen Orgelbau des 17. Jahrhunderts und dem neueren Hamburger-Groninger Konzept von Arp Schnitger und Albertus Antonius Hinsz ein.
Ein Verwandter namens Johannes Caspar (* 23. Juli 1693; † 1746) aus St. Andreasberg trat während des Leeuwarder Orgelbaus und bis 1729 neben Christian auf, machte sich danach aber in Den Haag selbstständig. Der Sohn Pieter Müller (* 1738) setzte die Tradition seines Vaters fort und schuf Orgeln in Haarlem (Coen Cuserhuis, 1760, I/7), Wissenkerke (Prot. Kerk, 1767, I/7) und Hoorn (Luth. Kerk, 1772, II/p/17), die denen des Vaters stark ähneln. Er wurde auch als Erbauer von Kabinettorgeln und Cembali bekannt. Bedeutendster Schüler war Johann Bätz, der eine Orgelbauerfamilie begründete und das Werk Müllers fortführte. Weitere Schüler waren Johann Nikolaus Ritter und John Snetzler (1710–1785?), der in England wirkte. Müller wurde am 8. März 1763 in der Oude Lutherse Kerk an der Spui begraben.
In den Jahren 1740 und 1750 spielte Georg Friedrich Händel in Haarlem auf der Müller-Orgel und im Jahr 1766 der zehnjährige Wolfgang Amadeus Mozart. Während der Organistentätigkeit von Klaas Bolt in Haarlem wurde das Instrument weitgehend auf den ursprünglichen Zustand hin restauriert. Seit 1951 finden dort Improvisationwettbewerbe und ein internationales Orgelfestival statt.

## Werkliste (Auswahl)
Folgende Arbeiten Müllers sind noch weitgehend erhalten (5. Spalte: großes „P“ = selbstständiges Pedal, kleines „p“ = angehängtes Pedal):
| Jahr      | Ort            | Kirche                                      | Bild | Manuale | Register | Anmerkungen                                                                                               |
| --------- | -------------- | ------------------------------------------- | ---- | ------- | -------- | --- |
| 1724–1727 | Leeuwarden     | Grote of Jacobijnenkerk                     |      | III/P   | 38       | Mit Rückpositiv und Echowerk; weitgehend erhalten                                                         |
| 1726      | Westerbork     | Hervormde Kerk                              |      | I/p     | 8        | Umbau eines älteren Instruments, das ursprünglich für Beetgum (Friesland) gebaut und 1862 überführt wurde |
| 1734      | Amsterdam      | Oude Waalse Kerk                            |      | II/P    | 26       | Weitgehend erhalten; Gehäuse von 1680 von Nicolaas Langlez                                                |
| 1735–1738 | Haarlem        | St.-Bavo-Kirche                             |      | III/P   | 62       | Weitgehend erhalten; heute III/P/62. Orgel in Organindex                                                  |
| 1737      | Zaandam        | Lutherse Kerk                               |      | II/p    | 13       | Prospekt und etwas Pfeifenwerk erhalten                                                                   |
| 1742      | Bennebroek     | Hervormde Kerk                              |      | II/p    |          | Neubau hinter Prospekt von Gysbert Bongaert (1686); Innenwerk 1925 ersetzt                                |
| 1744      | Oosterwijtwerd | Hervormde Kerk                              |      | I       | 8        | Kabinettorgel; ursprünglicher Standort unbekannt                                                          |
| um 1745   | Den Haag       | Grote of St.-Jacobskerk/Van Assendelftkapel |      | I       | 8        | Kabinettorgel; ursprünglicher Standort unbekannt                                                          |
| 1747      |                | Privatbesitz                                |      | I       | 7        | Kabinettorgel                                                                                             |
| 1756      | Beverwijk      | Grote Kerk                                  |      | II/P    | 22       | Weitgehend erhalten                                                                                       |
| 1762      | Alkmaar        | Kapelkerk                                   |      | II/p    | 18       | 1882 Änderungen durch L. Ypma                                                                             |